# Qualificazioni al campionato europeo maschile di calcio 2000 - Gruppo 5

## Classifica
| Pos. | Squadra     | P.ti | G | V | P | S | RF | RS | DR  |
| ---- | ----------- | ---- | - | - | - | - | -- | -- | --- |
| 1    | Svezia      | 22   | 8 | 7 | 1 | 0 | 10 | 1  | +9  |
| 2    | Inghilterra | 13   | 8 | 3 | 4 | 1 | 14 | 4  | +10 |
| 3    | Polonia     | 13   | 8 | 4 | 1 | 3 | 12 | 8  | +4  |
| 4    | Bulgaria    | 8    | 8 | 2 | 2 | 4 | 6  | 8  | -2  |
| 5    | Lussemburgo | 0    | 8 | 0 | 0 | 8 | 2  | 23 | -21 |

## Risultati
| Arbitro: | Collina |

|                              |           |            |
| A. Andersson 30’ Mjällby 32’ | Marcatori | 1’ Shearer |

| Arbitro: | Batta |

|  |           |                                |
|  | Marcatori | 19’, 44’ Czereszewski 48’ Iwan |

| Londra 10 ottobre 1998, ore 15:00 UTC+1 | Inghilterra | 0 – 0 referto | Bulgaria | Stadio Wembley (72.974 spett.)\| Arbitro: \| Vágner \| |
| Arbitro:                                | Vágner      |               |          |                                                        |

| Arbitro: | Pregja |

|                                         |           |  |
| Brzęczek 18’ Juskowiak 33’ Trzeciak 65’ | Marcatori |  |

| Arbitro: | Heynemann |

|  |           |             |
|  | Marcatori | 62’ Larsson |

| Arbitro: | Vorgias |

|  |           |                                           |
|  | Marcatori | 18’ Owen 38’ (rig.) Shearer 88’ Southgate |

| Arbitro: | Pereira |

|                       |           |              |
| Scholes 12’, 22’, 70’ | Marcatori | 28’ Brzęczek |

| Arbitro: | Melnychuk |

|                         |           |  |
| Mjällby 34’ Larsson 86’ | Marcatori |  |

| Arbitro: | Mitrovič |

|  |           |                            |
|  | Marcatori | 18’ Stoichkov 38’ Jordanov |

| Arbitro: | Merk |

|  |           |               |
|  | Marcatori | 36’ Ljungberg |

| Arbitro: | Braschi |

|                    |           |  |
| Hajto 15’ Iwan 62’ | Marcatori |  |

| Londra 5 giugno 1999, ore 15:00 UTC+1 | Inghilterra | 0 – 0 referto | Svezia | Stadio Wembley (75.824 spett.)\| Arbitro: \| Encinar \| |
| Arbitro:                              | Encinar     |               |        |                                                         |

| Arbitro: | van der Ende |

|            |           |             |
| Markov 18’ | Marcatori | 15’ Shearer |

| Arbitro: | Ivanov |

|                       |           |                                       |
| Birsens 76’ Vanek 82’ | Marcatori | 22’ Siadaczka 45’ Wichniarek 68’ Iwan |

| Arbitro: | Shmolik |

|                                                          |           |  |
| Shearer 12’ (rig.), 28’, 34’ McManaman 30’, 44’ Owen 90’ | Marcatori |  |

| Arbitro: | Koren |

|                   |           |  |
| Alexandersson 65’ | Marcatori |  |

| Arbitro: | Hanácsek |

|  |           |                   |
|  | Marcatori | 39’ Alexandersson |

| Varsavia 8 settembre 1999, ore 20:30 UTC+2 | Polonia | 0 – 0 referto | Inghilterra | Stadio dell'Esercito polacco (14.025 spett.)\| Arbitro: \| Benkö \| |
| Arbitro:                                   | Benkö   |               |             |                                                                     |

| Arbitro: | Meier |

|                                |           |  |
| K. Andersson 64’ Larsson 90+3’ | Marcatori |  |

| Arbitro: | Gadoši |

|                                            |           |  |
| Borimirov 40’ I. Petkov 68’ R. Hristov 78’ | Marcatori |  |

## Statistiche

### Classifica marcatori
6 reti
- Alan Shearer

3 reti
- Paul Scholes
- Tomasz Iwan
- Henrik Larsson

2 reti
- Steve McManaman
- Michael Owen
- Jerzy Brzęczek
- Sylwester Czereszewski
- Niclas Alexandersson
- Johan Mjällby

1 rete
- Daniel Borimirov
- Rumen Hristov
- Georgi Markov
- Ivaylo Petkov
- Hristo Stoichkov
- Ivajlo Jordanov
- Gareth Southgate
- Marc Birsens
- Jean-Pierre Vanek
- Tomasz Hajto
- Andrzej Juskowiak
- Rafał Siadaczka
- Mirosław Trzeciak
- Artur Wichniarek
- Andreas Andersson
- Kennet Andersson
- Fredrik Ljungberg